# Арифметичні дослідження (Гаусс)
«Арифмети́чні дослі́дження» (лат. Disquisitiones Arithmeticae) — перша велика праця 24-річного німецького математика Карла Фрідріха Гаусса, опублікована в Лейпцигу у вересні 1801 року. Ця монографія (понад 600 сторінок) стала ключовим етапом у розвитку теорії чисел; вона містила як докладний виклад результатів попередників (Ферма, Ейлер, Лагранж, Лежандр та інші), так і власні глибокі результати Гаусса. Серед останніх особливо важливими були:
1. Квадратичний закон взаємності, основа теорії квадратичних лишків. Гаус першим навів його доведення.
2. Теорія композиції класів та родів квадратичних форм, що стала важливим внеском у створення теорії алгебричних чисел.
3. Теорія поділу кола. Це не лише приклад застосування загальних методів, але й, як далі з'ясувалося, прообраз на частковому прикладі відкритої в 1830-их роках загальної теорії Галуа.

Праці Гаусса з «вищої арифметики» (так він називав теорію чисел) визначили розвиток цього розділу математики більш як століття. Б. М. Делоне розцінює цю працю як «розумовий подвиг» молодого вченого, який має мало рівних у світовій науці.

## Стан теорії чисел наприкінці XVIII століття
Давньогрецькі математики розробили кілька тем, які стосуються теорії чисел. Вони дійшли до нас у VII—IX книгах «Начал» Евкліда (III століття до н. е.) і включали найважливіші поняття теорії подільності: ділення націло, ділення з остачею, дільник, кратне, просте число, алгоритм Евкліда для знаходження найбільшого спільного дільника двох чисел.
Далі розвиток теорії чисел відновився лише через два тисячоліття. Автором нових ідей став П'єр Ферма (XVII століття). Він, зокрема, відкрив невідому древнім властивість подільності (мала теорема Ферма), що має фундаментальний характер. Дослідження Ферма продовжив та поглибив Ейлер, який заснував теорію квадратичних та інших степеневих лишків, відкрив «тотожність Ейлера». Декілька великих відкриттів зробив Лагранж, а Лежандр опублікував монографію «Досвід теорії чисел» (1798), перший в історії докладний виклад цього розділу математики. До кінця XVIII століття досягнуто прогресу у вивченні неперервних дробів, розв'язуванні різних типів рівнянь у цілих числах (Валліс, Ейлер, Лагранж), започатковано дослідження розподілу простих чисел (Лежандр).
Гаусс почав працювати над книгою ще в 20-річному віці (1797). Через неквапливість роботи місцевої друкарні робота розтягнулася на 4 роки; крім того, за правилом, якого він дотримувався все життя, Гаусс прагнув публікувати лише завершені дослідження, придатні для безпосереднього практичного застосування. На відміну від Лежандра, Гаус запропонував не просто перелік теорем, але систематичний виклад теорії на основі єдиних ідей та принципів. Всі розглянуті проблеми доведено до рівня алгоритму, книга містить багато чисельних прикладів, таблиць і пояснень.

## Зміст книги
Книга складається з посвяти та семи розділів, поділених на параграфи, які мають наскрізну нумерацію. У посвяті Гаус висловлює подяку своєму покровителю Карлу Вільгельму Фердинанду, герцогу Брауншвейзькому.
Перші три розділи по суті не містять нових результатів, хоча в ідейно-методичному плані також становлять чималу цінність.
Розділ 1. Про порівнянність чисел взагалі
Тут Гаусс, узагальнюючи дослідження Ейлера, вводить ключове поняття порівняння цілих чисел за модулем і зручну символіку цього відношення, що відразу вкоренилася в математиці:
{\displaystyle a\equiv b{\pmod {m}}}
Наведено властивості відношення порівняння, як близькі до відношення рівності, так і специфічні для відношення порівняння. Далі вся теорія чисел будується «мовою порівнянь». Зокрема, вперше в історії будується факторкільце класів лишків.
Розділ 2. Про порівняння першого степеня
На початку розділу розглянуто різні властивості подільності. Серед них (у параграфі 16) вперше повністю сформульовано й доведено основну теорему арифметики — на відміну від попередників, Гаусс ясно вказує, що розклад на прості множники єдиний: «кожне складене число можна розкласти на прості співмножники тільки в один-єдиний спосіб».
Далі розглянуто розв'язок порівняння першого степеня:
{\displaystyle ax+t\equiv 0{\pmod {p}}}
та систем таких порівнянь.
Розділ 3. Про степеневі лишки
У цьому та в наступних розділах автор переходить до порівнянь ступеня вищого від першого для простого модуля {\displaystyle p}. Досліджуючи лишки, Гаусс доводить існування первісних коренів для простого модуля (в Ейлера строгого доведення цього немає). Доведено теорему Лагранжа: порівняння степеня {\displaystyle n} за простим модулем має не більше {\displaystyle n} не порівнянних між собою розв'язків.
Розділ 4. Про порівняння другого степеня
Тут Гаус доводить знаменитий квадратичний закон взаємності, який заслужено назвав «золотою теоремою» (лат. theorema aureum). Вперше його формулювання дав Ейлер 1772 року (опубліковано в «Opuscula Analytica», 1783), Лежандр прийшов до цієї теореми незалежно (1788), однак довести закон ні той, ні інший не зуміли. Гаус шукав шляхи до доведення цілий рік. Закон взаємності дозволяє, зокрема, для заданого цілого числа {\displaystyle a} знайти модулі, за якими {\displaystyle a} є лишком (або, навпаки, нелишком).
Розділ 5. Про форми та невизначені рівняння другого степеня
Це найширший розділ книги. На початку розділу Гаус дає ще одне доведення квадратичного закону взаємності (пізніше він запропонував ще шість, а 1832 року опублікував (без доведення) біквадратичний закон взаємності для лишків 4-го степеня). Далі докладно викладено теорію квадратичних форм, яка вирішує питання, яких значень можуть набувати виразу вигляду {\displaystyle ax^{2}+2bxy+cy^{2}} із цілими коефіцієнтами.
Розділ складається із 4 частин:
1. Класифікація, теорія подання цілих чисел бінарними квадратичними формами вигляду {\displaystyle ax^{2}+2bxy+cy^{2}}, розв'язування в цілих числах загального невизначеного рівняння другого степеня з двома невідомими. Ці результати вже отримано раніше, переважно Лагранжем.
2. Теорія композиції класів бінарних квадратичних форм та теорія їх родів.
3. Теорія тернарних квадратичних форм, що започаткувала арифметичну теорію квадратичних форм від багатьох змінних.
4. Практичні застосування теорії форм: доведення теореми про роди, теорія розкладання чисел на суму трьох квадратів або трьох трикутних чисел, розв'язання невизначеного рівняння {\displaystyle ax^{2}+by^{2}+cz^{2}=0}, розв'язання загального невизначеного рівняння другого степеня з двома невідомими в раціональних числах та міркування про середню кількість класів у роді.

Значна частина розділу має загальноалгебричний характер, і згодом цей матеріал перенесено в загальну теорію груп та кілець.
Розділ 6. Різні застосування попередніх досліджень
Гаус розв'язує кілька практично важливих задач
- Розглянемо дріб {\displaystyle {\frac {m}{n}},} де знаменник {\displaystyle n} можна подати як добуток взаємно простих чисел: {\displaystyle n=abc\dots } Тоді дріб допускає розклад:

{\displaystyle {\frac {m}{n}}={\frac {u}{a}}+{\frac {v}{b}}+{\frac {w}{c}}+\dots }
- Теорія подання звичайних дробів періодичними десятковими дробами — докладно досліджено залежність довжини періоду від знаменника дробу, закон утворення цифр періоду, зв'язок із первісними коренями.
- Метод розв'язування порівняння {\displaystyle x^{2}\equiv a{\pmod {m}}}, що не вимагає використання таблиць індексів.
- Метод розв'язування рівняння {\displaystyle mx^{2}+ny^{2}=a} в цілих числах.
- Два методи перевірки, чи дане ціле число є простим.

Розділ 7. Про рівняння, від яких залежить поділ кола
Поділ кола на {\displaystyle n} рівних частин або, що еквівалентно, побудову правильного вписаного в коло {\displaystyle n}-кутника, алгебрично можна описати як розв'язування рівняння поділу кола {\displaystyle x^{n}-1=0} на комплексній площині. Корені цього рівняння називають «коренями з одиниці». Якщо, відповідно до античних принципів, обмежитися лише величинами, які можна побудувати за допомогою циркуля та лінійки, то постає питання: для яких значень {\displaystyle n} така побудова можлива, і як її практично здійснити.
Гаусс уперше вичерпно розв'язав цю давню задачу. Стародавні греки вміли ділити коло на {\displaystyle n} частин для таких значень {\displaystyle n:}
{\displaystyle 2^{k};\quad 3\cdot 2^{k};\quad 5\cdot 2^{k};\quad 15\cdot 2^{k}}
Гаусс сформулював критерій, який пізніше отримав назву «теорема Гаусса — Ванцеля»: побудова можлива тоді й лише тоді, коли {\displaystyle n} можна подати у вигляді:
{\displaystyle n=p_{1}p_{2}\dots p_{t}\cdot 2^{k},}
де {\displaystyle p_{1},p_{2}\dots p_{t}} — різні прості числа вигляду {\displaystyle 2^{m}+1.}
Корені рівняння поділу кола завжди можна виразити «в радикалах», але, загалом, це вираження містить радикали степеня вищого за другий, а застосування циркуля та лінійки дозволяє добувати тільки квадратні корені. Тому критерій Гаусса відбирає ті й лише ті значення {\displaystyle n,} для яких степені радикалів не вищі від другого. Зокрема, Гаусс показав, як побудувати правильний 17-кутник, вивівши формулу:
{\displaystyle \cos {\frac {360^{\circ }}{17}}={\frac {1}{16}}\left(-1+{\sqrt {17}}+{\sqrt {2\left(17-{\sqrt {17}}\right)}}+2{\sqrt {17+3{\sqrt {17}}-{\sqrt {2\left(17-{\sqrt {17}}\right)}}-2{\sqrt {2\left(17+{\sqrt {17}}\right)}}}}\right)}
Оскільки ця формула містить тільки квадратні корені, всі величини, що входять до неї, можна побудувати циркулем і лінійкою. Гаус пишався цим відкриттям і заповідав вигравіювати правильний 17-кутник, вписаний у коло, на своєму надгробному пам'ятнику. Він впевнено заявив, що всі спроби побудувати циркулем та лінійкою правильний семикутник, 11-кутник тощо будуть безуспішними.
В «Арифметичних дослідженнях» міститься лише доведення достатності критерію Гаусса, а доведення необхідності, за словами автора, опущено, оскільки «межі цього твору не дозволяють навести тут це доведення». Однак ні в працях, ні в архіві вченого опущене доведення не знайдено; його вперше опублікував 1836 року французький математик П'єр Лоран Ванцель.

## Історичний вплив

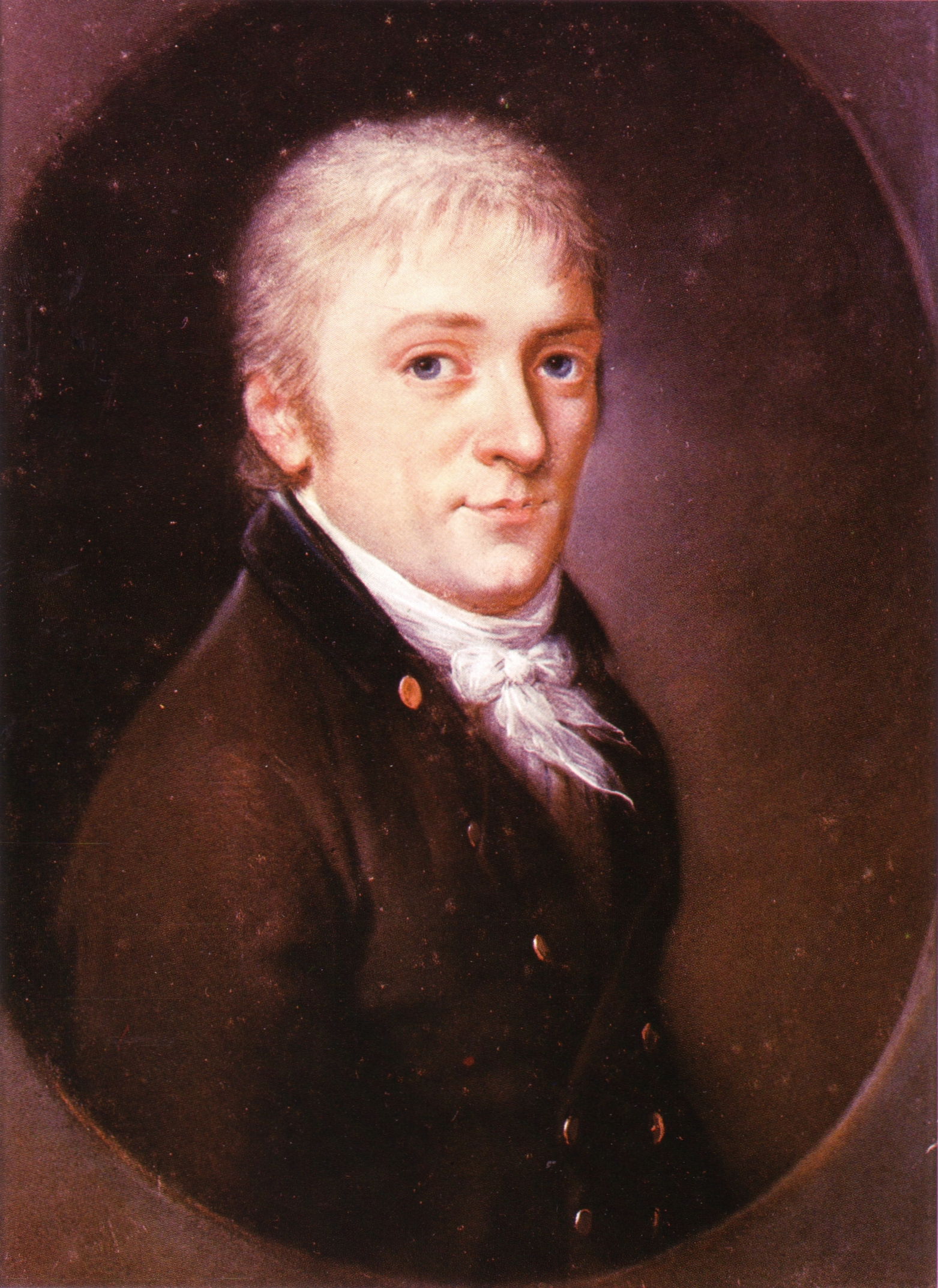
Гаусс у 1803 році

Творцями теорії чисел історики заслужено називають Ферма та Ейлера, але творцем сучасної теорії чисел слід назвати Гаусса, ідеї якого задали напрямок подальшого розвитку теорії. Одним із головних досягнень «Арифметичних досліджень» стало поступове усвідомлення математичною спільнотою того факту, що багато проблем теорії чисел (і, як невдовзі з'ясувалося, не лише цієї теорії) пов'язані з незвичайними алгебричними структурами, властивості яких треба було вивчити. Неявно в книзі Гаусса вже використано структури груп, кілець і полів, зокрема скінченних, і вирішення викладених у книзі проблем часто полягало в урахуванні їхніх властивостей та особливостей. Вже в цій книзі Гаусс спирається на нестандартну (модулярну) арифметику; у пізніших роботах він використовує незвичну арифметику цілих комплексних (гауссових) чисел. З накопиченням матеріалу необхідність загальної теорії нових структур ставала все яснішою.
Стиль «Арифметичних досліджень» зазнав критики за (місцями) зайву стислість; проте монографію захоплено оцінив Лагранж, у його листі до Гаусса (1804 рік) говориться: «Ваші „Дослідження“ відразу ж підняли Вас до рівня перших математиків, і я вважаю, що остання частина містить найкрасивіше аналітичне відкриття серед зроблених протягом тривалого часу».
Надалі дослідження Гаусса розвинув насамперед сам Гаусс, який опублікував ще кілька праць із теорії чисел, з них особливий резонанс викликали:
- 1811: «Сумування деяких рядів особливого виду».
- 1828—1832: «Теорія біквадратичних лишків». У ній вперше з'явилися гауссові числа.

Піонерські роботи Гауса продовжив Нільс Абель, який довів неможливість розв'язання в радикалах загального рівняння п'ятого степеня. В теорії алгебричних чисел праці Гаусса продовжили Якобі, Айзенштайн і Ерміт. Якобі знайшов закон взаємності для кубічних лишків (1839) та досліджував кватернарні форми. Коші вивчив загальне невизначене тернарне кубічне рівняння (1816). У Діріхле, наступника Гаусса на геттінгенській кафедрі, «Арифметичні дослідження» були настільною книгою, з якою він майже не розлучався, і в багатьох своїх працях він розвивав ідеї Гаусса. Визначним внеском Куммера стала розробка теорії ідеалів, яка розв'язала багато алгебричних задач.

Вирішальним кроком у створенні нової алгебри стали роботи Евариста Галуа та Артура Кейлі, з яких починається формування сучасної загальної алгебри.

## Публікації

### Текст у мережі
- Текст у Вікітеці .
- У PDF-форматі .